# Bernard Arnault
Bernard Jean Étienne Arnault (ur. 5 marca 1949 w Roubaix) – francuski biznesmen oraz prezes koncernu LVMH. Według rankingu „Forbesa” o nazwie „The Real-Time Billionaires List” z dnia 8 lutego 2025 r. jego majątek wyceniany jest na 182,7 mld USD. Arnault znajdował się także na 1. miejscu listy najbogatszych ludzi na świecie „Forbesa” – w maju 2021 (przez kilka godzin), ponownie w grudniu 2022, a także w kwietniu 2023.
Bernard Arnault pochodzi z bardzo zamożnej rodziny przedsiębiorców z Roubaix niedaleko granicy z Belgią. W 1969 ukończył studia na politechnice paryskiej z tytułem inżynierskim. W 2007 Arnault został zaliczony przez „Time Magazine” do 100 najbardziej wpływowych ludzi świata.

## Dokonania w biznesie
Najpierw pracował w przedsiębiorstwach rodzinnych, np. spółce deweloperskiej Ferret-Savinel. W 1981 wyjechał do Stanów Zjednoczonych, gdzie m.in. budował osiedla na Florydzie. W przełomowym dla siebie roku 1984 za otrzymane od rodziny 15 mln USD kupił przedsiębiorstwo odzieżowe Christian Dior SA, które następnie zmodernizował. W 1989 przejął LVMH, a w 2004 producenta zegarków TAG Heuer. Wiosną 2007 wraz z funduszem private equity kupił 9% udziałów w Carrefourze. Działa również na rynku mediów i prasy.
Według stanu na marzec 2007 Arnault posiadał 47,5% udziałów koncernu LVMH, posiadał również udziały Christian Dior SA. Arnault jest prezesem obu tych spółek.
Jego córka Delphine Arnault także pracuje w LVMH.
Arnault jest znanym kolekcjonerem sztuki. W latach 1999–2003 był właścicielem domu aukcyjnego Phillips de Pury & Company.

## Kontrowersje
W styczniu 2007 Kathryn Blair, córka byłego premiera Wielkiej Brytanii Tony’ego Blaira, ukończyła intensywny kurs języka i kultury francuskiej na Sorbonie. Tony Blair był krytykowany za zgodę na sfinansowanie kursu przez Bernarda Arnaulta. Podczas trwania kursu Kathryn Blair (od 12 października 2006 do 26 stycznia 2007) otrzymała od Arnaulta zakwaterowanie, ochronę i transport wartości około 80 000 funtów brytyjskich.

## Odznaczenia i wyróżnienia
- Wielki Krzyż Legii Honorowej (2023)[6]
- Komandor Orderu Sztuki i Literatury (2002)[7][8][9]
- Wielki Oficer Orderu Zasługi Republiki Włoskiej (2006)[10]
- Komandor Orderu Imperium Brytyjskiego (2012)[11]
- Medal Puszkina (2017)[12]